# Lecanicillium muscarium
Lecanicillium muscarium ist ein weltweit verbreiteter Schlauchpilz aus der Familie der Cordycipitaceae.

## Ökologie
Lecanicillium muscarium ist eine Insekten befallendes Pathogen. Die Wirte werden infiziert, wenn sie mit den klebrigen Sporen in Kontakt kommen. Diese keimen aus und dringen in der Körper der Insekten ein, wo sie die inneren Organe verzehren und schließlich zum Tod der Wirte führen.

## Taxonomie
Lecanicillium muscarium ist der akzeptierte wissenschaftliche Name des entomopathogenen (Insekten befallenden) Pilzes, der früher als Verticillium lecanii (Zimmerman) Viegas weithin bekannt war, heute aber als Anamorphe einer Art der Gattung Cordyceps innerhalb der Familie der Cordycipitaceae aufgefasst wird. Es scheint, dass die früher als V. lecanii klassifizierten Primär-Isolate zu den Arten L. attenuatum, L. lecanii, L. longisporum, L. muscarium oder L. nodulosum gehören könnten. So bezieht sich eine neuere Untersuchung der mitochondrialen DNA von Kouvelis et al. (2004) auf diesen Namen.

## Nutzung
Die Primär-Isolate von Lecanicillium muscarium für Gartenbau und Landwirtschaft (GCRI 19–79) wurden erstmals von Hall (1982) am Glasshouse Crops Research Institute (heute Teil der School of Life Sciences der University of Warwick) gewonnen. Das Isolat Ve6 (GCRI 19–79; IMI 268317; ARSEF 5128; CBS 102 071) wird heutzutage als 'Mycotal' vermarktet. 'Mycotal' wurde in Großbritannien erstmals als Markenname registriert und von der EU erneut zugelassen, insbesondere zur Bekämpfung der Gewächshausmottenschildlaus (Trialeurodes vaporariorum) und von Fransenflüglern.
Andere Produkte, möglicherweise auf Basis dieser Pilze, sind für die Anwendung bei „Cash Crops“, Ölsaaten, Sojabohnen, Zierpflanzen und Gemüse verfügbar.